# 穆拉費努貝
17°49′S 44°55′E / 17.817°S 44.917°E
穆拉費努貝，是馬達加斯加的城鎮，位於該國西部，由梅拉基區負責管轄，是穆拉費努貝區的首府，海拔高度210米，主要經濟活動是農業，2001年人口118,710。